# Dee-Ann Kentish-Rogers
Dee-Ann Kentish-Rogers, née le 13 janvier 1993 à The Valley, est une athlète, reine de beauté et femme politique anguillaise.

## Biographie

### Enfance et formation
Elle se décrit comme un garçon manqué.
Elle commence à s'intéresser à l’athlétisme, commençant comme coureuse de 400 m, puis passant à l’heptathlon.

### Carrière
Elle travaille pour devenir heptathlète olympique pour la Grande-Bretagne. Elle participe deux fois aux Jeux du Commonwealth, en 2010 et en 2014, remporte une médaille de bronze en pentathlon aux Jeux de l'Association de libre-échange des Caraïbes en 2012 ainsi qu'une médaille d'argent en heptahlon aux Championnats d'Amérique centrale et des Caraïbes d'athlétisme juniors la même année, mais une blessure au genou l’empêche de poursuivre cet objectif olympique.
Elle est diplômée en 2016 de la faculté de droit de l’Université de Birmingham. 
En 2017, elle participe au concours Miss Anguilla.
En 2018, elle représente la Grande-Bretagne au concours de Miss Univers aux Philippines, ce qui est une première pour une femme noire.

### Vie politique
Elle se présente aux élections législatives anguillaises de 2020 et est élue en battant dans sa circonscription le Premier ministre sortant Victor Banks; elle est nommée ministre de l'éducation et du développement social .